# Lavergne (Lot)
Lavergne ist eine französische Gemeinde mit 485 Einwohnern (Stand 1. Januar 2022) im Département Lot in der Region Okzitanien. Sie gehört zum Kanton Gramat und zum Arrondissement Gourdon.
Nachbargemeinden sind Thégra im Norden, Mayrinhac-Lentour im Osten, Bio im Südosten und Gramat im Südwesten.

## Bevölkerungsentwicklung
| Jahr      | 1962 | 1968 | 1975 | 1982 | 1990 | 1999 | 2008 | 2018 |
| --------- | ---- | ---- | ---- | ---- | ---- | ---- | ---- | ---- |
| Einwohner | 294  | 297  | 279  | 292  | 387  | 410  | 430  | 453  |

## Sehenswürdigkeiten

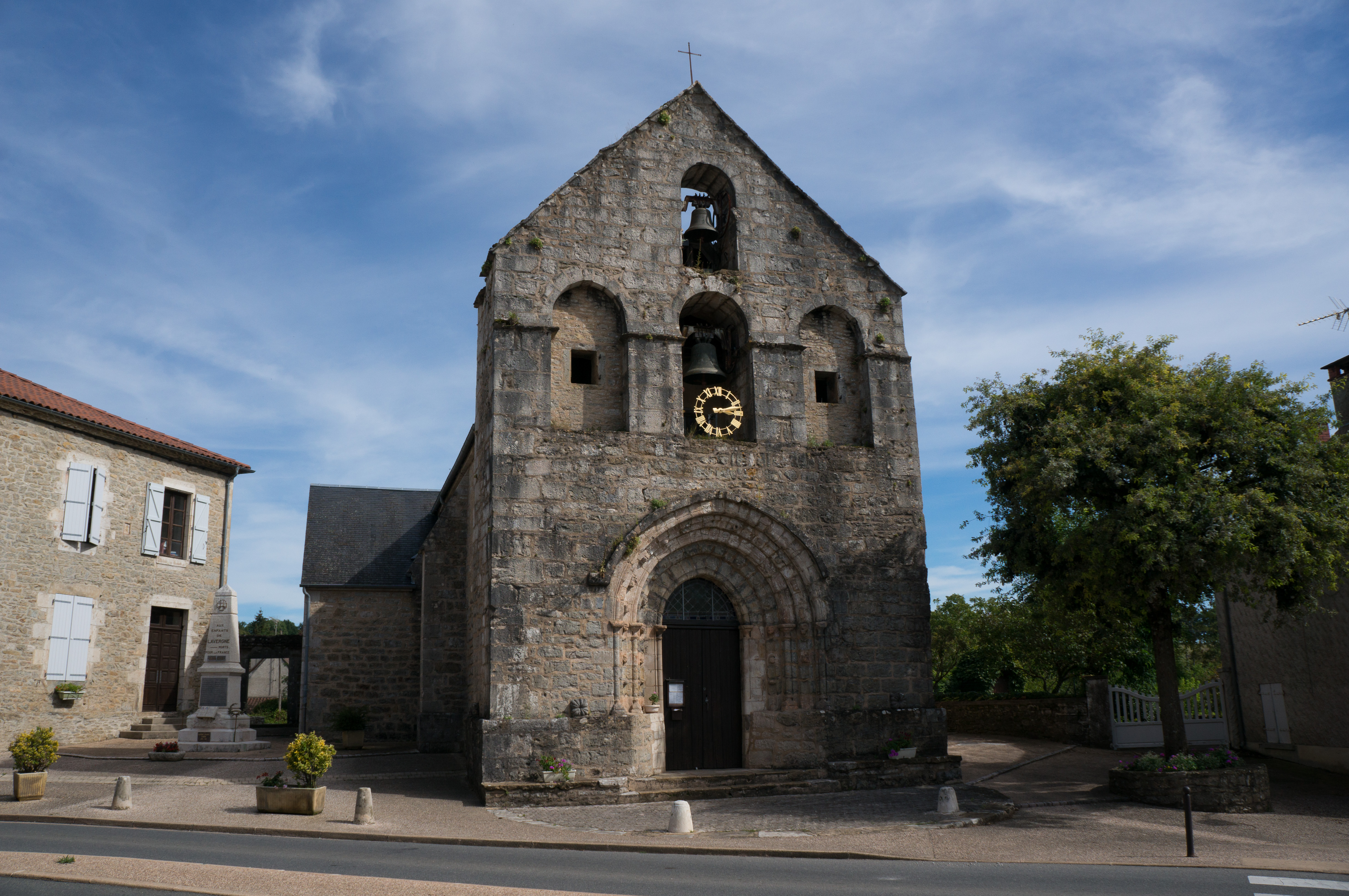
romanisch-gotische Kirche Saint-Blaise, Monument historique
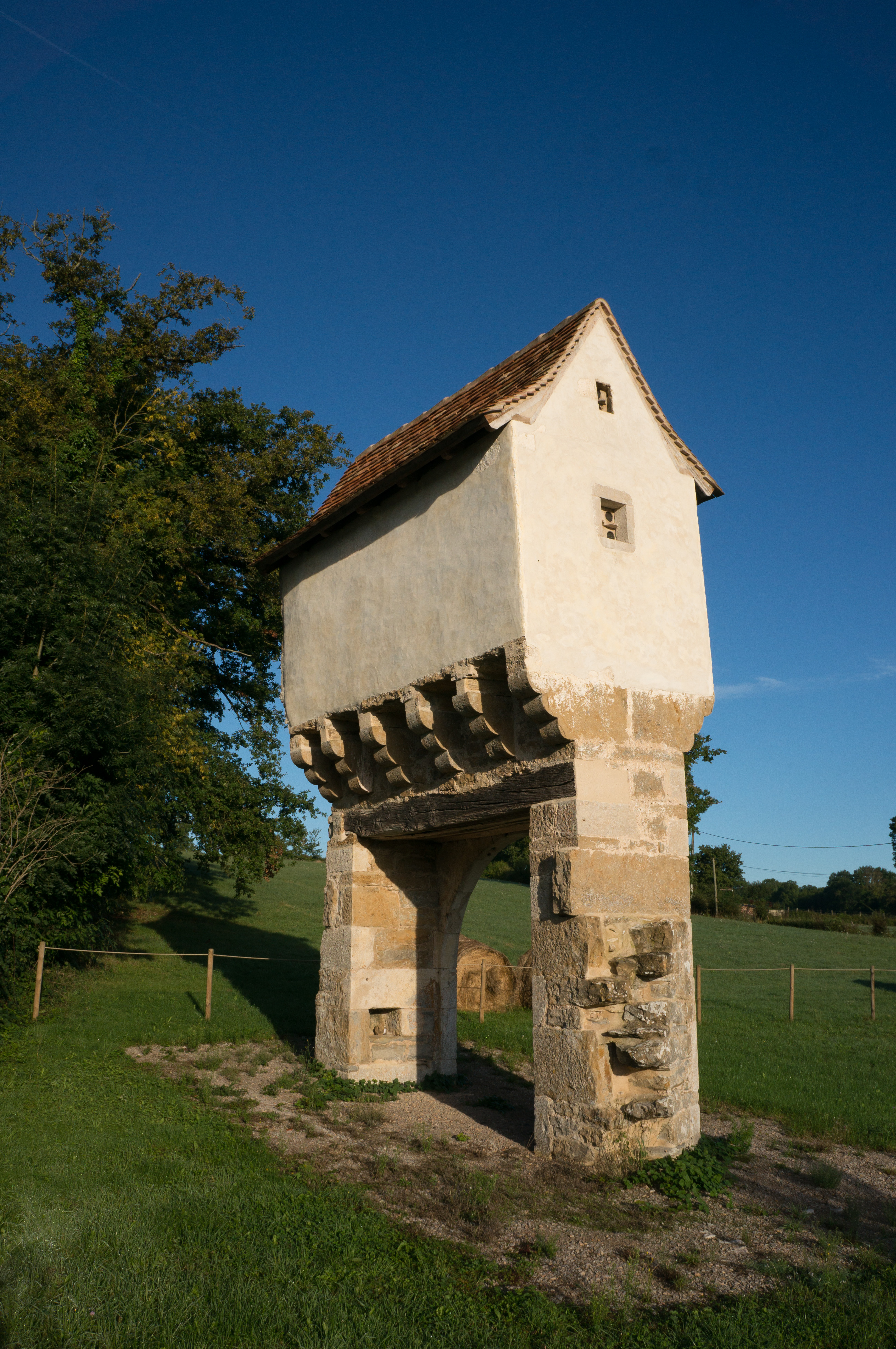
Taubenschlag, Monument historique